# Santa Domenica Talao
Santa  Domenica Talao község (comune) Olaszország Calabria régiójában, Cosenza megyében.

## Fekvése
A megye északnyugati részén fekszik. Határai: Orsomarso, Papasidero, Praia a Mare, San Nicola Arcella és Scalea.

## Története
A 17. században alapította Giannandrea La Greca di Mormanno a scaleai herceg birtokán. A 19. század elején, amikor a Nápolyi Királyságban felszámolták a feudalizmust Scalea része lett, majd hamarosan elnyerte önállóságát.

## Népessége
A népesség számának alakulása:

## Főbb látnivalói
- San Giuseppe-templom
- San Giovanni Evangelista-kápolna
- Santo Rosario-templom